# Axé Blond
Axé Blond est un groupe brésilien de pagode baiano, originaire de São Paulo. Il est formé en 1999, à l'origine avec Renata Guerreiro comme chanteuse principale. La formation la plus célèbre, cependant, a lieu en 2002, lorsque Lucynha Cintra prend la voix et classe des succès nationaux tels que Samba Aí, Pancadão, Pega Essa Levada et Pra Quebrar.

## Histoire
En 1998, des hommes d'affaires décident de créer un groupe qui mélange le pagode baiano et l'axé à São Paulo, en choisissant 5 demi-finalistes du concours Nova Loira do Tchan comme danseuses et en invitant Renata Guerreiro — jusqu'alors chanteuse d'African Rebeat — à se charger du chant,. Le groupe est formé en 1999 et son premier album est accompagné du tube Banho de Iemanjá. La chanson suivante est Guriri.
En 2002, le groupe se reforme : les membres sont remplacés par des danseuses professionnelles et la voix est confiée à Lucynha Cintra, finaliste de l'émission Programa Raul Gil.
En 2004, le groupe part pour une tournée de 60 concerts sponsorisée par la compagnie pétrolière Texaco. Pendant cette période, le groupe réussit à enregistrer une série de morceaux à succès tels que Samba Aí, Pancadão, Pega Essa Levada, Mistura Aí et Pra Quebrar, et sort trois albums studio et un album live. Le groupe participe également en 2004 à l'école de samba Vai-Vai à São Paulo.
En 2006, le groupe fait une pause, avant de reprendre ses activités en 2015 avec un nouveau groupe. Leur premier morceau est Rebolando Vem,.

## Discographie

### Albums studio
- 1999 : Axé Blond
- 2002 : Vim Pra Ficar
- 2004 : Tô de Boa
- 2005 : Samba Aí

### Albums live
- 2006 : Ao Vivo

### Singles
- 1999 : Banho de Iemanjá
- 1999 : Guriri
- 2002 : Timbaleiro
- 2003 : Pancadão
- 2004 : Pega Essa Levada
- 2004 : Mistura Aí
- 2005 : Samba Aí
- 2005 : Ondinha
- 2006 : Baby Baby
- 2006 : Pra Quebrar